# ゼルプ
ゼルプ (ドイツ語: Selb, ドイツ語発音: [zɛlp]) は、ドイツ連邦共和国バイエルン州ヴンジーデル・イム・フィヒテルゲビルゲ郡（オーバーフランケン行政管区）に属する大規模郡所属市であり、チェコと直接国境を接する位置にある。この市は、国境を越えた小地域であるFreunde im Herzen Europasに加盟している。

## 地理

### 市の構成
本市は、公式には45の地区 (Ort) からなる。このうち小集落や孤立農場などを除く集落を以下に列記する。
| - ブーフヴァルト - デュルレヴィーゼン - エルカースロイト - ハンマーグート - ハイデルハイム - レンゲナウ - ラウターバッハ - ミッテルヴァイセンバッハ | - ミュールバッハ - オーバーヴァイセンバッハ - プレスベルク・イム・オーバーフランケン - ロイト - ゼルプ - ゼルプ＝プレスベルク - ゼルバー・フォアヴェルク | - ジルバーバッハ - シュピールベルク - シュタインゼルプ - シュトプファースフルト - ウンターヴァイセンバッハ - フィーリッツ - ヴィルデナウ |

## 歴史
ゼルプ周辺地域の植民化は12世紀頃にバイエルン側から始まった。"de Selewen"（「ゼレブの（領主）」）と名のる一族が1135年から存在していたことが明らかにされている。1281年に、ゼルプは、現在ではチェコ領となっている近隣のアシュとともに、プラウエンの代官ハインリヒに担保として与えられ、ハプスブルク家の皇帝ルドルフ1世がこれを記録したとする資料に、初めて登場する。1357年、ゼルプは帝国レーエンとなり、林務官が封ぜられた。1412年にゼルプはニュルンベルク城伯に売却された。1437年には、6つの管区に分離されて管理されたことから、「ゼクスエムターラント」（6つの役所から成る地方）と呼ばれる地方を構成することとなった。その6つの管区庁の一つがゼルプに置かれた。1426年に、ブランデンブルク＝バイロイト辺境伯は、この市に初めて都市権を与えた。ゼルプは、辺境伯所有林と、バイロイト侯の好む狩り場の中心地となった。市章に描かれた鹿の角はこの町の狩猟史上の意義を思い起こさせる。
続く何世紀もの間、度重なる所有者の交替や戦争による破壊を経た後、18世紀までにゼルプは、採掘から鉄の精錬までを併せ持った鉱業の町として重要な地位を占めるに至った。主要な鍛錬施設（ヴェンデン、カイザー、シュヴァルツェン、ハンデル鍛錬所）は、エーデル川の水力を利用している。採掘は、ホイゼルローエの採石場（現在のシャウシュタインブルーフ）で行われた。この地で生産される、わずかに鉄を含んだ肌理の細かい花崗岩は、19世紀後半には、陶業に用いられる轆轤（ろくろ）や石臼に加工された。
18世紀頃のゼルプは約1,500人の人口と、指物師、大工、革なめし工、粉挽き、靴屋、織物工のツンフトをもつ手工業の町であった。1709年に紙漉のヨハン・ゲオルク・イェーガーが紙漉工場を創立した。これが、この町で最初の工業企業となった。この会社は、1970年代まで印刷業者として重きをなした。
1809年のシェーンブルン講和条約後の1810年6月30日にバイエルン王国領となった。1836年6月17日にゼルプは都市権を得た。1856年3月18日にある女中の不注意により、旧薬局近くの建物から出火した。素早く広がった火の手は、中世に拡大した市の中核部をも含め、市の全域を破壊し尽くした。この火事は「ゼルプの大火」と呼ばれる。火事場風から無傷で残された建物はほんのわずかであった。その中に、1612年の聖三位一体墓地教会と、1583年に建てられたいわゆるペヒヒュッテ（小さな民間の木組み建築でコールタールからピッチ（独: Pech）を煮詰める作業を行っていた）がある。これら両者は旧市街中心部から外れた場所にあった。この火事で、計221件の家と408の付属建築物が瓦礫と灰になり、624家族（3,500人以上）が住む家を失った。

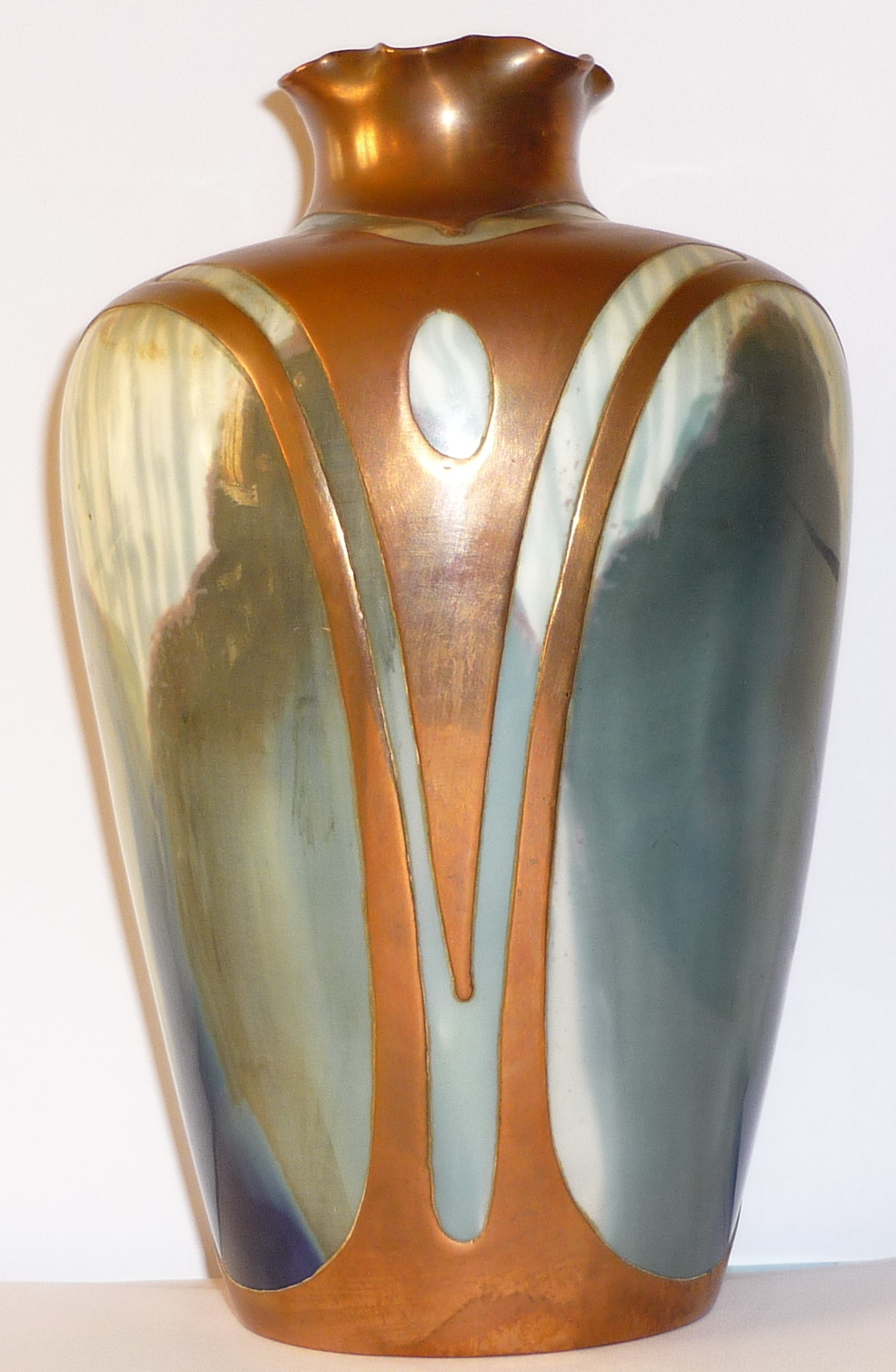
1900年のローゼンタールの花瓶

1857年頃ゼルプは、陶磁器の街となった。ローレンツ・フッチェンロイターがルートヴィヒスミューレで製磁会社を興し、ゼルプの大火で職を失った織物工の一部は、ここに職を得た。この会社は磁器の工業企画生産を可能にしたパイオニアであった。これにより「白い黄金」と呼ばれていた磁器を平均的な市民が持つことができるようになった。また、多くの失業者がこの会社によって、将来の見込みを再び取り戻すことができた。1864年にホーフとエーゲルを結ぶ鉄道が開通したことがゼルプの急速な工業化に拍車をかけた。この地で名を成した製磁会社としては、ヤーコプ・ツァイトラー & Co.、J.リーバー、ローゼンタール、クラウトハイム、ミュラー、ハインリヒ & Co.、イェーガー & ヴェルナー、グレーフ & クリップナー、クラウトハイム & アーデルベルク、ツァイトラー & プルカー、ホフマン兄弟社、オーバーフランケン製陶などが挙げられる。1900年のゼルプの人口は7,200人であったが、ゼルプには20の製磁会社で併せて100もの窯があった。
1919年7月1日、ゼルプはレーハウ郡から分離され、郡独立市を宣言した。1930年の市の人口は、14,200人にまで増加した。世界的な経済危機と1920年代のインフレで製磁会社の数は減少した。多くの会社が他の会社と合併した。残った会社は、世界的に知られた製品を持つ会社だけであった。現在でもゼルプに拠点を構える世界的に知られたブランドには、ローゼンタール (Rosenthal)、フッチェンロイター (Hutschenreuther)、ビレロイ&ボッホ (Villeroy & Boch)がある。(ただし、ビレロイ&ボッホの本社はメトラッハにある。)
第二次世界大戦が終わるとゼルプはアメリカ軍の占領地域となった。3,500人の東部からの避難民がゼルプに流れ込んだ。市場であり、原料の移入元であったチェコスロヴァキア、ザクセンとの間に国境がひかれ、製磁業は衰退していった。
1972年の自治体再編によりゼルプは大規模郡都市としてヴンジーデル郡に組み込まれた。1978年にはエルカースロイト、ハイデルハイム＝シュタインゼルプ、レンゲナウ、ラウターバッハ＝ヴィルデナウ、ミュールバッハ、オーバーヴァイセンバッハ、ゼルプ＝プレスベルク、ジルバーバッハ、シュピールベルク、ウンターヴァイセンバッハおよびフィーリッツを編入した。この地域のテーブルウェア、高級食器といった製磁産業が1990年代に危機に陥ったことは否定できない。1965年には5,000人いた製磁業従事者数は、現在1,000人以下にまで落ち込んでいる。工業化され、合理化され、原価を安く抑えられた輸入製品が、構造改革の遅れたこの町や地域を直撃したのである。製磁業以外の周辺産業は、打撃を受けたこの地域を支えきれずにいる。

## 行政

### 市長
- 1945-1948: ハンス・フェスル (Hans Feßl)
- 1948-1956: フランツ・ボクナー (Dr. Franz Bogner)
- 1956-1988: クリスティアン・ヘーファー (Christian Höfer)
- 1988-2002: ヴェルナー・シェーラー (Werner Schürer)
- 2002-2013: ヴォルフガング・クライル (Wolfgang Kreil)
- 2013 - : ウルリヒ・ペッチュ (Ulrich Pötzsch)

### 姉妹都市
- ボキューゼ（フランス共和国 ペイ･ド･ラ･ロワール地域圏 メーヌ･エ･ロワール県）
- パルドゥビツェ（チェコ共和国 パルドゥビツェ州）
- 瑞浪市（日本国 中部地方 岐阜県）[4]

## 文化と見所

### 博物館
博物館「陶器の世界」（博物館複合体）
これは、ゼルプ＝プレセンベルクにある歴史的な製陶会社の博物館複合体の総称である。見学者は、作業場跡を用いた展示やビデオプロジェクターをはじめとする様々なメディアを用いて、ここ3世紀の間の製陶業の歴史を学ぶことができる。ローゼンタール博物館では、完成品を見ることもできる。125年に及ぶ企業の歴史がデザインや文化を通して展示されている。2005年10月からは3つの博物館共通の窓口、ヨーロッパ陶器技術博物館がオープンした。ゼルプ＝プレセンベルクのこの複合体は、ホーエンベルク・アン・デア・エーゲルのドイツ陶器博物館と併せて、ヨーロッパ最大の陶器博物館群を形成している。
ホイゼルローエのシャウシュタインブルーフ（歴史的採石場）
すべての設備や機械はオリジナルな状態で保存され整備されている。4月から10月までの間はガイドが配置される。
歴史的機関車倉庫
25両の車両が保存されている。機関車倉庫とその乗り物は毎土曜日の10:00から18:00の間、見学可能である。

### 建造物

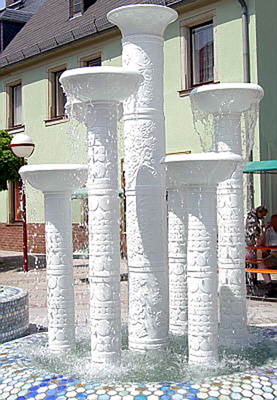
ポルツェランの泉

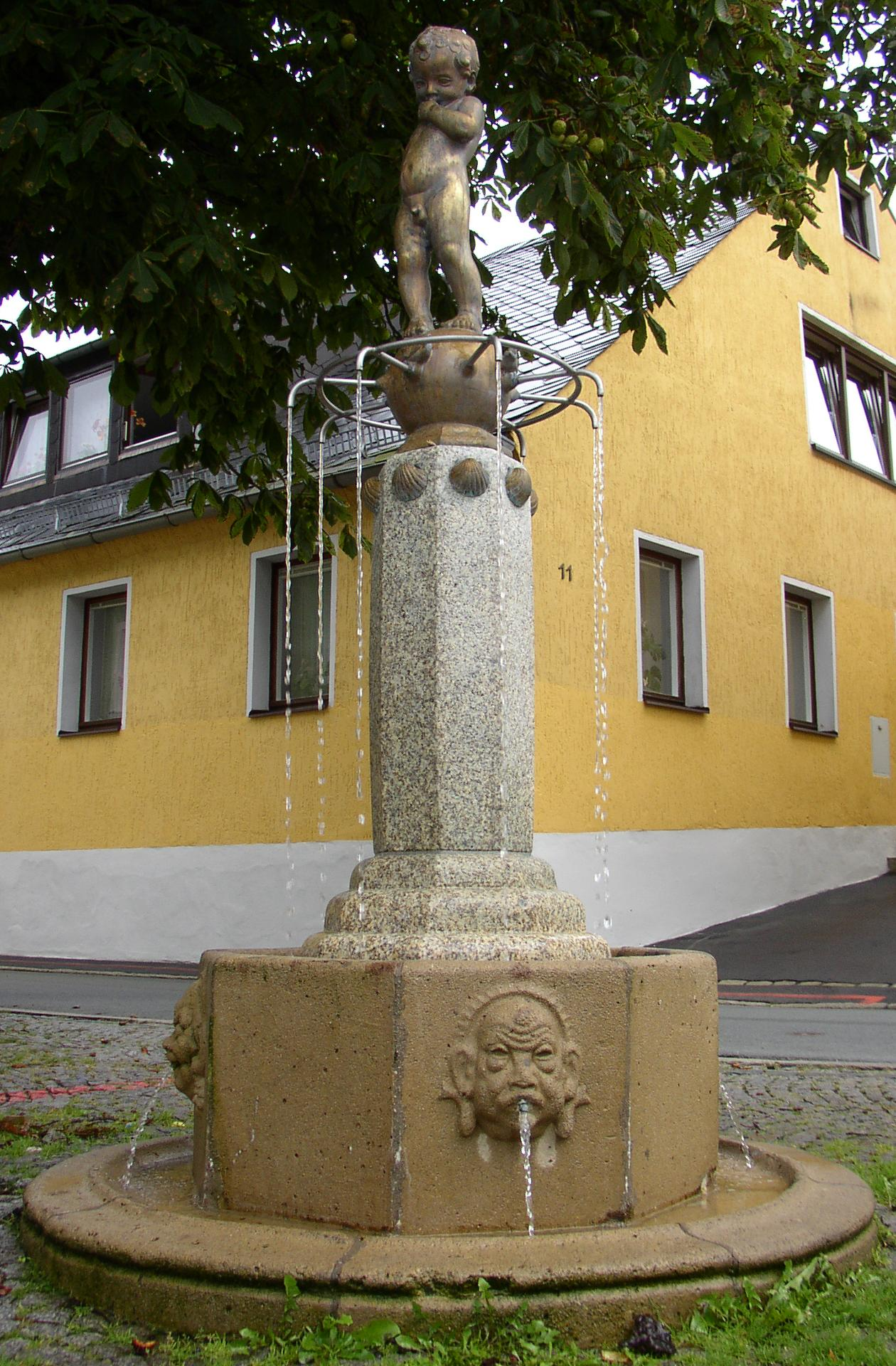
ブーベアルの泉

マルティン・ルター広場の陶器の泉
2003年に製陶企業のバーバラ・フリューゲルが作った新しい陶器の泉。青と青緑の着色が印象的で、白と金色のラインが上品な印象を与える。45,000以上の陶片で構成されている。
聖アンドレアス市教会
ゼルプの市教会である聖アンドレアス教会は、1856年の恐ろしいゼルプの大火の後、旧市教会跡に建造された。ネオゴシック様式のこの教会で注目すべきものは、数あるなかでも特にそのオルガンである。全部で2,711本のパイプを持ち、そのうちの554本がハインリヒ・ケラーが作成したオリジナルのパイプである。もう一つは、18世紀、バロック様式のVortragekreuz（重要な儀式で用いられる装飾の施された十字架）である。
ポルツェランゲッシェン（陶器横町）
この町を最もよく象徴する場所は、ポルツェランゲッシェンである。55,000枚の彩色した陶器タイルを精密なモザイクにはめ込んで作り上げられている。ここは訪れた人にとってかけがえのない舗道である。
ゲルバー広場の生命の泉
ゼルプ出身の有名な彫刻家ヴォルフガング・シュテファンがゲルバー広場に作った「生命の泉」は、生命の循環を象徴しており、子供から老人への人の成長を造形的に表現している。
ヴェルツェル・ハウスの陶器による街の歴史
ゼルプにある陶器でできた最も優れた芸術作品の一つが、ヴェルツェル・ハウスが保存している陶器による街の歴史である。1988年にフッチェンロイターAGが創業125年記念として寄贈した陶器の壁で、初めて文献に登場する1281年から、ゼルプの歴史の重要な節目を採り上げている。1856年のゼルプの大火以後は、街の復興から1857年にローレンツ・フッチェンロイターが初めて製陶工場を築くところまでが扱われる。また、陶器の壁にはゼルプの発展に寄与した領主の紋章や、ゼルプの市章もある。市章はその色と意匠がゼルプの歴史を示している。左半分の青と白は1810年以降ゼルプが所属しているバイエルンを表し、右の青と赤はゼルプの市の色を表している。2つの10に枝分かれした鹿の角は、ゼルプを最初に治めたのが林務官であったことに由来する。
陶器のグロッケンシュピールと市章
他に類のないマイセン陶器のグロッケンシュピールがゼルプのラートハウスに設置されている。これは22のグロッケンから成り、1994年に州立陶芸専門学校が製作したものである。現在は、季節に合わせたメロディを、11時、13時、15時、17時に奏でている。
ブーベアルの泉
ゼルプを象徴するものというと、どこへ行っても陶製のものがほとんどであるが、この泉は1921年、ゼルプが芸術作品を備えた工業都市になるなどと誰も考えていなかった時代からこの場所にある、愛らしい慎ましやかな作品である。
ローゼンタールAGの彩色ファサード
オットー・ピーネ、フリーデンスライヒ・フンデルトヴァサーおよびマルチェロ・モランディーニがヴィッテルスバッハ通り側を、ヴァルター・グロピウスがロトビュールを製作した。
シュパールカッセの陶器の泉
シュパールカッセ周辺の建物にとっては陶器の時計でもあるこの泉は、ハンス・アハトツィーガーとエーリヒ・ヘーファーがデザインした。
聖三位一体墓地教会
1612年の建造
ペヒヒュッテ
小規模な民家で、ペヒ（ピッチ）を煮詰める作業が行われていた。（1583年頃建造）
エルカースロイト城
1748年にヨハン・クリスティアン・アウグスト・フォン・リンデンスフェルスが建造したロココ様式の城。

### スポーツ
ゼルプは、フィヒテル山地の麓に位置し、多くのレジャーを提供している。たとえば、冬期はヴァルトベルクやコルンベルクでのスキー、夏期には森の湖「ランガー・タイヒ」などである。市内にはフッチェンロイター・アイススポーツ・ホールやローゼンタール劇場、屋内プールがある。ゼルプで最も有名なスポーツクラブは、アイスホッケーのVERゼルプである。

### 年中行事
ゼルプ芸術の夜
2001年から、毎年3月に行われる。
国際国境映画祭
3月から4月頃に毎年開催される映画祭。東欧を中心としたドイツで最も古い映画祭の一つである。
市民祭
6月最初の土曜日に行われる、最も大きな市祭。
マイラーフェスト（炭焼き窯祭り）
市民祭後の週末にホイゼルローエで開催される。
ヴィーゼンフェスト（草原祭）
毎年7月第2週の週末にゴルトベルクで行われる。郷土祭および子供祭りの起源は1807年にまで遡る。
白い黄金の週末
7月または8月頃
陶工祭
毎年8月最初の土曜日に開催されるヨーロッパ最大の陶器市。

## 経済と社会資本

### 主な企業
- ローゼンタール株式会社 （Rosenthal AG, 製陶業）
- フッチェンロイター （Hutschenreuther, 製陶業）
- BHSテーブルトップ （BHS tabletop, 製陶業）
- リンザイス測定器有限会社 （Linseis Messgeräte GmbH, 器具製造、測定器製造）
- フィーシャイ・エウローペ有限会社 （Vishay Europe GmbH, 技術）
- ネッチュ・グループ （Netzsch Gruppe, 機械製造、器具製造）
- Rapa - Rausch & Pausch GmbH （自動車部品）
- TRW （自動車部品）
- H.C. Starck （製陶業）
- Witt & Appelt （プラスチック加工）
- Textilveredlung Drechsel （塗装、染色）
- andré Andres GmbH （広告業）

## 引用
1. ↑  https://www.statistikdaten.bayern.de/genesis/online?operation=result&code=12411-003r&leerzeilen=false&language=de Genesis-Online-Datenbank des Bayerischen Landesamtes für Statistik Tabelle 12411-003r Fortschreibung des Bevölkerungsstandes: Gemeinden, Stichtag (Einwohnerzahlen auf Grundlage des Zensus 2011)
2. ↑  Max Mangold, ed (2005). Duden, Aussprachewörterbuch (6 ed.). Dudenverl. p. 718. ISBN 978-3-411-04066-7
3. ↑  Bayerische Landesbibliothek Online
4. ↑  “令和4年度 瑞浪市議会の概要”.   瑞浪市. p. 7. 2023年4月4日閲覧。